# Hydrocyphon yoshitomii
Hydrocyphon yoshitomii es una especie de coleóptero de la familia Scirtidae.

## Distribución geográfica
Habita en Nepal.